# Seznam karlistických pretendentů španělského trůnu

Karlistická vlajka

Následující tabulka je přehledem karlistických pretendentů španělského trůnu. Karlisté byli přívrženci a sympatizanti Dona Carlose, neúspěšného uchazeče o španělský královský trůn, a jeho potomků. Po smrti španělského krále Ferdinanda VII. roku 1833 se královnou stala jeho teprve tříletá dcera Isabela jako Isabela II. Její strýc Don Carlos (Carlos María Isidro de Borbón y Borbón-Parma) se rozhodl neuznat pragmatickou sankci svého zemřelého bratra a sám usiloval o získání trůnu.

## Pretendenti
| Jméno | Obrázek | Rodné jméno                                          | Období      | Rodiče                                                                          | Životopisná data       |
| --- | ------- | ---------------------------------------------------- | ----------- | ------------------------------------------------------------------------------- | ---------------------- |
| Karel V. |         | Carlos María Isidro de Borbón                        | 1833 – 1845 | Karel IV. Španělský Marie Luisa Parmská                                         | 1788 10. březen 1855   |
| Karel VI. |         | Carlos Luis de Borbón y Braganza                     | 1845 – 1861 | Carlos María Isidro de Borbón Marie Františka Portugalská                       | 1818 1861              |
| Jan III. |         | Juan de Borbón y Braganza                            | 1861 – 1868 | Carlos María Isidro de Borbón Marie Františka Portugalská                       | 1822 1887              |
| Karel VII. |         | Carlos María de los Dolores de Borbón y Austria-Este | 1868 – 1909 | Juan de Borbón y Braganza Beatrix Rakouská-d'Este                               | 1848 18. červenec 1909 |
| Jakub III. |         | Jaime de Borbón y Borbón-Parma                       | 1909 – 1931 | Carlos María de los Dolores de Borbón y Austria-Este Markéta Bourbonsko-Parmská | 1870 2. říjen 1931     |
| Alfons Karel I. |         | Alfonso Carlos de Borbón y Austria-Este              | 1931 – 1936 | Juan de Borbón y Braganza Beatrix Rakouská-d'Este                               | 1849 29. září 1936     |
| V roce 1936 se stal Javier do Borbón-Parma z parmské větve španělských Bourbonů karlistickým regentem. V roce 1952 se pak prohlásil pretendentem.                                      |         |                                                      |             |                                                                                 |                        |
| Xaver I. |         | Francisco Javier de Borbón-Parma y Braganza          | 1936 – 1975 | Robert I. Parmský Marie Antonie Portugalská                                     | 1889 7. květen 1977    |
| Karel Hugo I. |         | Carlos Hugo de Borbón-Parma y Borbón-Bousset         | 1975 – 2010 | Francisco Javier de Borbón-Parma y Braganza Marie Madeleine de Bourbon-Bousset  | 1930 2010              |
| Karel Xaver I. |         | Carlos Javier de Borbón-Parma y Orange-Nassau        | 2010 – dnes | Carlos Hugo de Borbón-Parma y Borbón-Bousset Irena Nizozemská                   | 1970 současnost        |
| V roce 1979 došlo v karlistickém hnutí k rozkolu. Bratr Karla Huga I. Sixtus Jindřich se prohlásil za nového karlistického regenta a svého bratra již dále neuznával jako pretendenta. |         |                                                      |             |                                                                                 |                        |
| Enrique V. |         | Sixto Enrique de Borbón-Parma y Bourbon-Busset       | 1979 – dnes | Francisco Javier de Borbón-Parma y Braganza Marie Madeleine de Bourbon-Bousset  | 1940 současnost        |

## Karloktavisté
Carloctavismo nebo Karloktavismus je odvětví karlismu, aktivní zejména v období 1943–1953. Pokud jde o dynastické oddanosti, zvýšilo nárok na španělský trůn Karla Pia Habsbursko-Lotrinského a Bourbonského, panovnickým jménem jako Karel VIII., a jeho příbuzných. Z hlediska politické linie velmi úzce spolupracoval s frankismem.
| Jméno              | Obrázek | Rodné jméno                                    | Období      | Rodiče                                               | Životopisná data |
| ------------------ | ------- | ---------------------------------------------- | ----------- | ---------------------------------------------------- | ---------------- |
| Karel VIII.        |         | Carlos Pío de Habsburgo-Lorena y de Borbón     | 1936 – 1953 | Leopold Salvátor Rakousko-Toskánský Blanka Španělská | 1909 1953        |
| Karel IX.          |         | Antonio de Habsburgo-Borbón                    | 1953 – 1961 | Leopold Salvátor Rakousko-Toskánský Blanka Španělská | 1901 1961        |
| František Josef I. |         | Francisco José de Habsburgo-Lorena y de Borbón | 1961 – 1975 | Leopold Salvátor Rakousko-Toskánský Blanka Španělská | 1905 1975        |
| Dominigo I.        |         | Domingo de Habsburgo-Borbón y Hohenzollern     | 1975 – dnes | Karel IX. Ileana Rumunská                            | 1937 současnost  |